# Contea di Coolgardie
La contea di Coolgardie è una delle nove local government areas che si trovano nella regione di Goldfields-Esperance, in Australia Occidentale. Si estende su di una superficie di circa 30.400 chilometri quadrati ed ha una popolazione di circa 5.900 abitanti. Benché la sede della Contea si trovi a Coolgardie, circa i due terzi della popolazione vivono nelle due città gemelle di Kambalda e Kambalda West.